# Русак, Пётр Романович
Пётр Романович Русак (укр. Петро Романович Русак; род. 20 ноября 1970, Ивано-Франковск) — советский и украинский футболист, играл на позиции нападающего.

## Карьера
С 1989 по 1995 годы с паузами выступал за «Прикарпатье» из Ивано-Франковска. Далее год играл за «Меховик». В 1996 году перебрался в российский «Черноморец» из Новороссийска, за который в чемпионате России дебютировал 27 июля того года в домашнем матче против нижегородского «Локомотива», в котором отличился двумя забитыми мячами. После чего карьера в клубе складывалась неудачно и в остальных 20 матчах он поразил ворота лишь однажды и летом 1998 года вернулся в «Прикарпатье». В 1999 году провёл 1 матч за «Энергетик» из Бурштына и вскоре перебрался в латвийский «Динабург», где играл до конца 2001 года. В 2002 году вернулся в «Энергетик», где и завершил профессиональную карьеру игрока в 2003 году. Далее играл за любительские клубы.